# Beachside
Beachside is een gemeente (town) in de Canadese provincie Newfoundland en Labrador. De gemeente ligt aan Notre Dame Bay in het noorden van het eiland Newfoundland.

## Geschiedenis
Het dorp noemde oorspronkelijk Wild Bight. In 1962 werd het dorp een gemeente met de status van local government community (LGC). In 1980 werden LGC's op basis van The Municipalities Act als bestuursvorm afgeschaft. De gemeente werd daarop automatisch een community en liet tegelijkertijd haar naam aanpassen naar de huidige naam Beachside. Via een algemene wet kreeg Beachside in 1996 het statuut van town.

## Demografie
Demografisch gezien is Beachside, net zoals de meeste kleine dorpen op Newfoundland, aan het krimpen. Tussen 1986 en 2021 daalde de bevolkingsomvang van 320 naar 97. Dat komt neer op een daling van 223 inwoners (-69,7%) in 35 jaar tijd.
| Demografische ontwikkeling van Beachside tussen 1951 en 2021               |
| -------------------------------------------------------------------------- |
|                                                                            |
| Bron: Statistics Canada (1951–1986, 1991–1996, 2001–2006, 2011–2016, 2021) |